# Sismo de Shaanxi de 1556

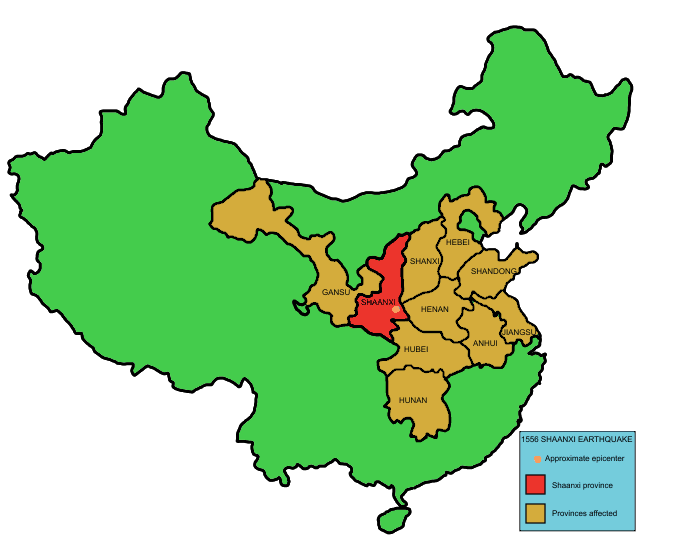
Mapa da China mostrando a província de Shaanxi (em vermelho) e as outras províncias afetadas pelo sismo (em laranja).

O sismo de Shaanxi ou sismo do Condado de Hua é o sismo mais mortífero da história recente, no qual morreram aproximadamente 830 000 pessoas. Ocorreu na manhã do 23 de janeiro de 1556, em Shaanxi, na China. Mais de noventa e sete condados nas províncias de Shaanxi, Shanxi, Henan, Gansu, Hebei, Shandong, Hubei, Hunan, Jiangsu e Anhui foram afetadas. Uma área de mais de 1300 km² foi destruída e em alguns condados morreu 60% da população. Até esse momento, a população vivia em cavernas artificiais nos penhascos de Loess, que caíram durante o desastre.